# Paul Hermanus
Paul Hermanus, né le 19 février 1859 à Bruxelles, et mort le 22 septembre 1911 dans la même ville, est un peintre belge de marine.

## Biographie
Né le 19 février 1859 à Bruxelles, Paul Hermanus est le fils de l'architecte et peintre Alexandre Hermanus.
Il étudie à l'académie de Bruxelles. Peintre de marine, il débute en 1888 et expose régulièrement à Bruxelles, Anvers, Gand et Paris, où il obtient une médaille d'argent en 1889.
Le musée d'Ostende conserve de lui un tableau et celui de Bruxelles une aquarelle.
Il meurt en 1911 dans sa ville natale.